# Mesoginella aupouria
Mesoginella aupouria är en snäckart som först beskrevs av Powell 1937.  Mesoginella aupouria ingår i släktet Mesoginella och familjen Marginellidae. Inga underarter finns listade i Catalogue of Life.